# Campo Alegre
Campo Alegre – miasto i gmina w Brazylii, w stanie Santa Catarina. Znajduje się w mezoregionie Norte Catarinense i mikroregionie São Bento do Sul.